# Revista rin rin
Fue una revista escolar para niños editada por el Ministerio de Educación de Colombia entre los años de 1935 a 1939. Fue un proyecto educativo de doce números, que se caracterizó no solo por implementar dibujos educativos, sino por tratar de difundir un mensaje de modernidad nacional y la idea que se tenía del mundo extranjero. Adicionalmente sirvió para transformar la educación primaria en Colombia en el primer gobierno de Alfonso López Pumarejo con ayuda del ministro de educación Germán Arciniegas. Está sirvió para contrarrestar la ausencia de material educativo que se presentaba en el país, ya que mostraba guías de historia de Colombia, literatura, cultura y música, que hacían parte de un proyecto liberal; en este mismo se hacía alusión a nuevas maneras de ver el diseño gráfico, en el cual hizo parte Sergio Trujillo Magenant, creando una nueva visión simbólica articulando lo visual y lo textual.
La revista Rin Rin creó una estética que iba acorde a una ideología, que produjo una reforma educativa que tenía como nombre “Revolución en marcha”, que implicaba transformar las desigualdades que vivían los niños en Colombia, mostrando a través de un nuevo lenguaje no solo la historia social del país, sino la historia cultural del mundo.

## Antecedentes
La Revista Rin Rin colombiana, surgida en un contexto de transformación social y cultural en la década de 1930, fue una publicación que buscaba capturar la atención de la creciente clase media urbana del país. Inspirada en su homóloga argentina, la revista ofrecía un contenido variado que incluía noticias de actualidad, artículos sobre moda, belleza, sociedad y entretenimiento. Con un estilo moderno y atractivo, Rin Rin colombiana introdujo técnicas innovadoras de diseño gráfico y fotografía, influyendo así en la estética y el enfoque editorial de otras publicaciones de la época.
Aunque la Revista Rin Rin colombiana no alcanzó la misma prominencia que su versión argentina, tuvo un impacto significativo en el periodismo colombiano. A través de sus páginas, reflejaba los cambios y las tendencias de la sociedad urbana de la época, contribuyendo así a la modernización del periodismo en el país. Sin embargo, enfrentó desafíos financieros y la competencia de otras revistas emergentes, lo que eventualmente llevó a su cierre en 1938.
A pesar de su corta vida, la Revista Rin Rin colombiana dejó un legado en la historia de los medios de comunicación en Colombia. Introdujo nuevos enfoques editoriales y estéticos, y sentó las bases para la evolución del periodismo en el país en las décadas siguientes. Su influencia se hizo sentir en la manera en que se concebían y presentaban las noticias y el entretenimiento en las publicaciones posteriores.

## Aspectos Generales

### Secciones
La revista "Rin Rin" fue una publicación colombiana que circuló entre 1935 y 1939, siendo uno de los principales referentes de la prensa ilustrada y cultural de la época en Colombia.

#### Poemas:

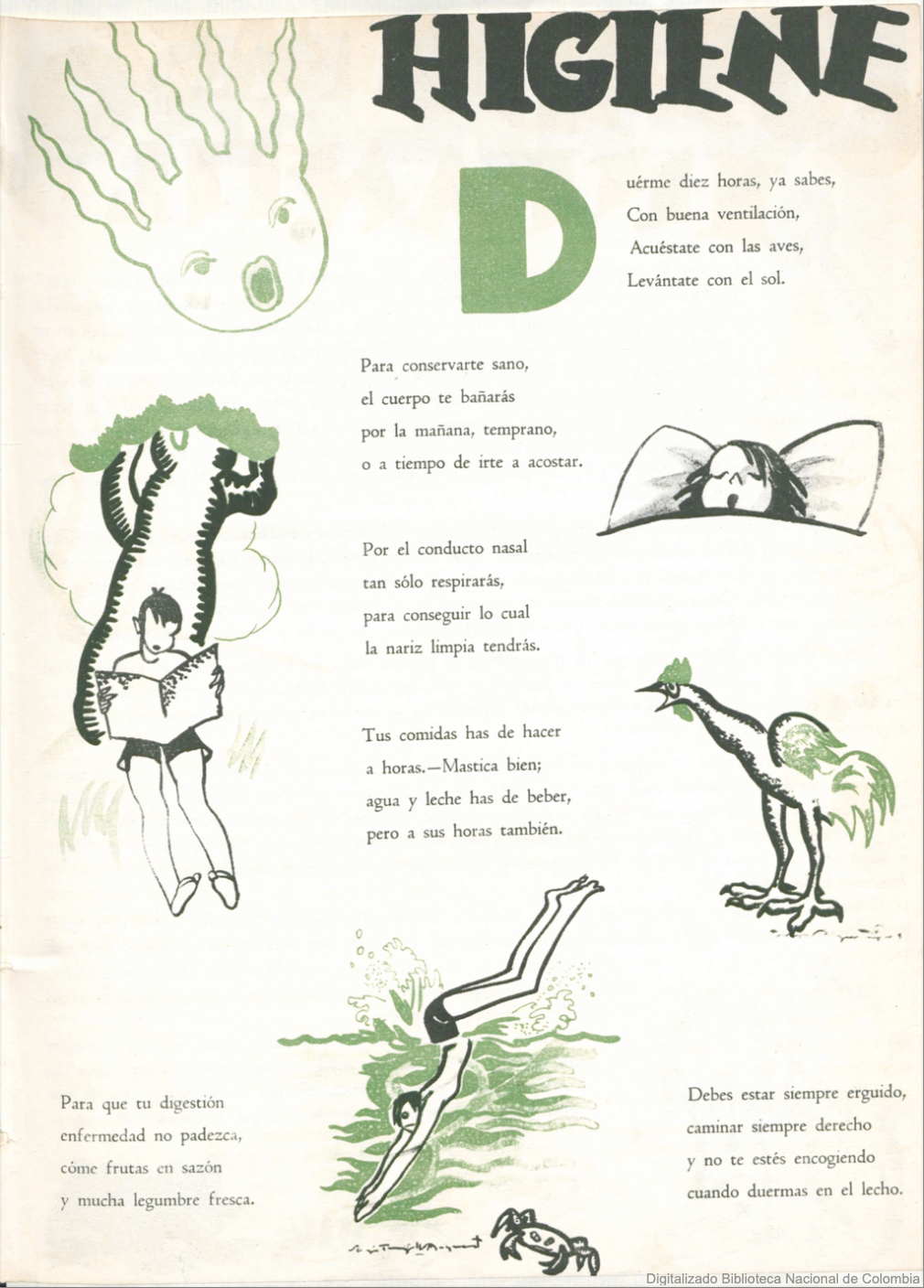
Poema Rin Rin 1936

Los poemas de Rin Rin abordaban una amplia gama de temas, desde la belleza de la naturaleza hasta la vida cotidiana y los valores morales. Se distinguían por su estilo accesible y lúdico, empleando la rima y el ritmo para hacerlos fácilmente memorizables y recitables. Autores destacados como Rafael Pombo, José Eustasio Rivera, León de Greiff y Luis Vidales contribuyeron al legado de Rin Rin, enriqueciendo la literatura colombiana e hispanoamericana. Además, las vibrantes ilustraciones que acompañaban muchos de los poemas realzaban la experiencia de lectura y estimulaban la imaginación infantil.
El impacto de Rin Rin fue significativo en varios aspectos. Por un lado, promovió activamente la lectura entre los niños, despertando su interés por la poesía y la literatura de manera entretenida y atractiva. Además, la estructura rítmica y musical de los versos contribuyó al desarrollo del lenguaje y la expresión oral de los jóvenes lectores. Asimismo, los poemas transmitían importantes valores como la amistad, la solidaridad y el respeto por la naturaleza, ayudando en la formación integral de los niños y fomentando la importancia de la educación. Ejemplos emblemáticos de esta colección incluyen "Rin Rin Renacuajo", "La niña de la sombrilla" y "Canción del camino".

#### Cuentos:

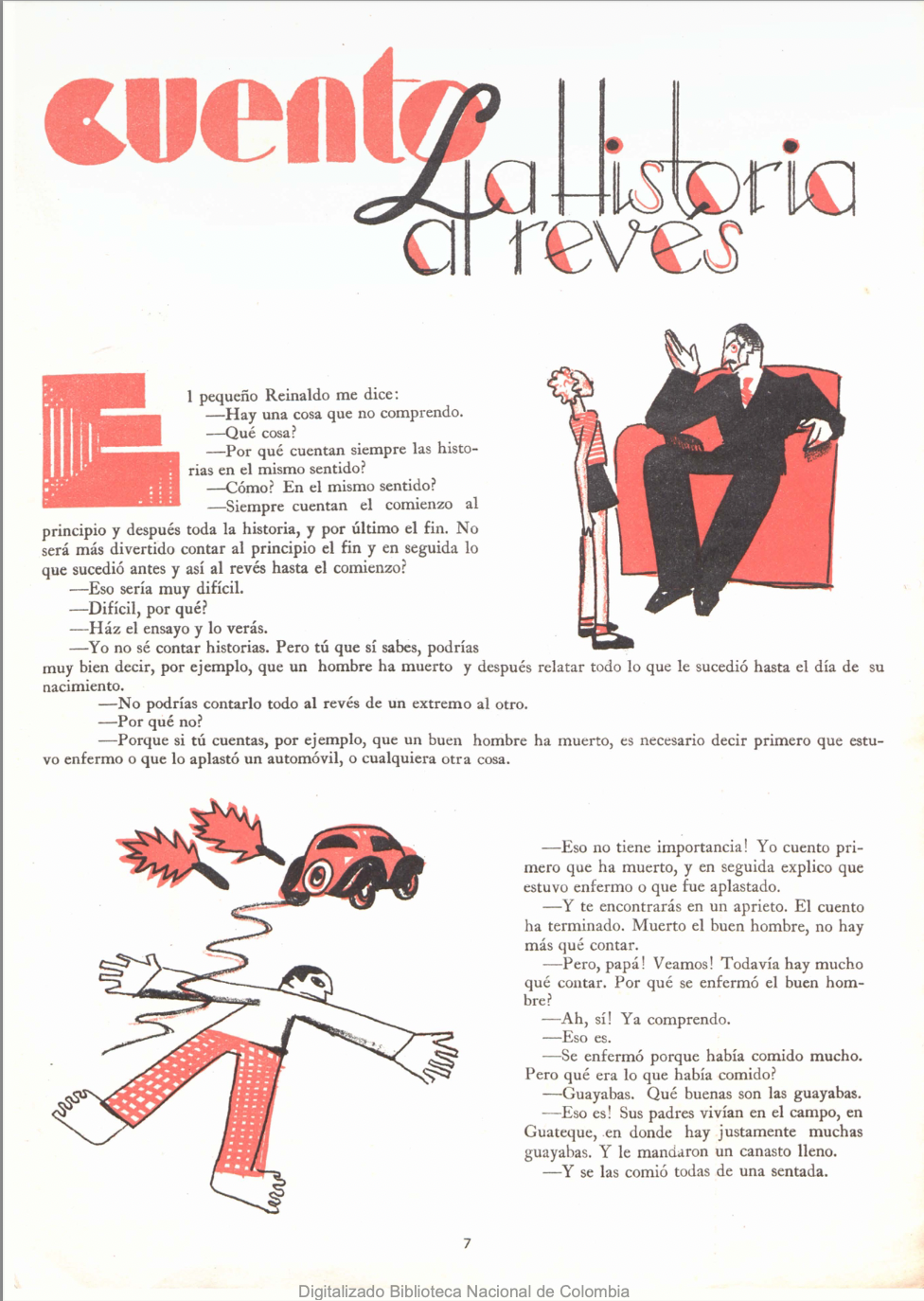
Cuento Rin Rin 1938

Los cuentos presentes en Rin Rin abarcaban una amplia diversidad de temas, desde relatos clásicos de fábulas y leyendas hasta narraciones originales sobre la vida diaria, la naturaleza y el reino animal. Se distinguían por su estilo accesible y cautivador, utilizando la descripción y el diálogo de manera frecuente para capturar la atención de los niños. Destacados autores como Rafael Pombo, Tomás Carrasquilla, Efe Gómez, Hernando Téllez y otros cuentistas colombianos e hispanoamericanos contribuyeron a la colección de cuentos en Rin Rin. Además, muchos de estos cuentos estaban acompañados de hermosas ilustraciones que complementaban la narrativa y transportaban a los niños a los escenarios de las historias.
El impacto de Rin Rin en la literatura infantil fue notable en diversos aspectos. Por un lado, fomentó activamente la lectura entre los niños, despertando su interés por las historias y permitiéndoles explorar mundos imaginarios y personajes fascinantes. Asimismo, estas narrativas estimulaban la creatividad y la capacidad de imaginación de los jóvenes lectores, alentándolos a crear sus propias historias. Además, los cuentos transmitían importantes valores morales, como la bondad, la honestidad, la justicia y la importancia de la amistad y la familia, contribuyendo así a la formación integral de los niños. Ejemplos notables de esta colección incluyen "El gato bandido", "Frutos de mi tierra" y "El renacuajo paseador".

#### Historietas:
Las historietas presentes en Rin Rin abordaban una amplia gama de temas, desde emocionantes aventuras de superhéroes y piratas hasta relatos humorísticos sobre animales y personajes de la vida cotidiana. Se destacaban por su estilo directo y sencillo, utilizando principalmente imágenes y diálogos para narrar las historias. Reconocidos dibujantes como Alipio Jaramillo, Adolfo Samper, Luis Alberto Acuña y otros artistas colombianos contribuyeron a esta colección de historietas, muchas de las cuales estaban a color, lo que las hacía aún más atractivas para los niños.
El impacto de las historietas de Rin Rin fue significativo en varios aspectos. Por un lado, proporcionaron a los niños un espacio para la diversión y el entretenimiento, permitiéndoles escapar de la realidad por un momento y sumergirse en emocionantes aventuras. Además, a través de estas historias, los niños podían aprender importantes valores como la amistad, la valentía, la justicia y la importancia de la educación. Algunas historietas también exaltaban la cultura y el folclor colombiano, contribuyendo así a la formación de una identidad nacional más sólida entre los jóvenes lectores. Ejemplos emblemáticos de esta colección incluyen "Don Chinche","Ciro y Yo" y "Las Aventuras de Pepito".

### Juegos y actividades
Rin Rin ofrecía una amplia variedad de juegos para niños, desde clásicos como crucigramas y sopas de letras hasta actividades al aire libre y juegos de mesa. Estos juegos se adaptaban a diferentes niveles de dificultad, brindando opciones desafiantes y divertidas para cada niño. Además, estaban diseñados con objetivos específicos para desarrollar habilidades como la memoria, la concentración, la lógica y la resolución de problemas, complementados con ilustraciones coloridas que facilitaban su comprensión y los hacían más atractivos.

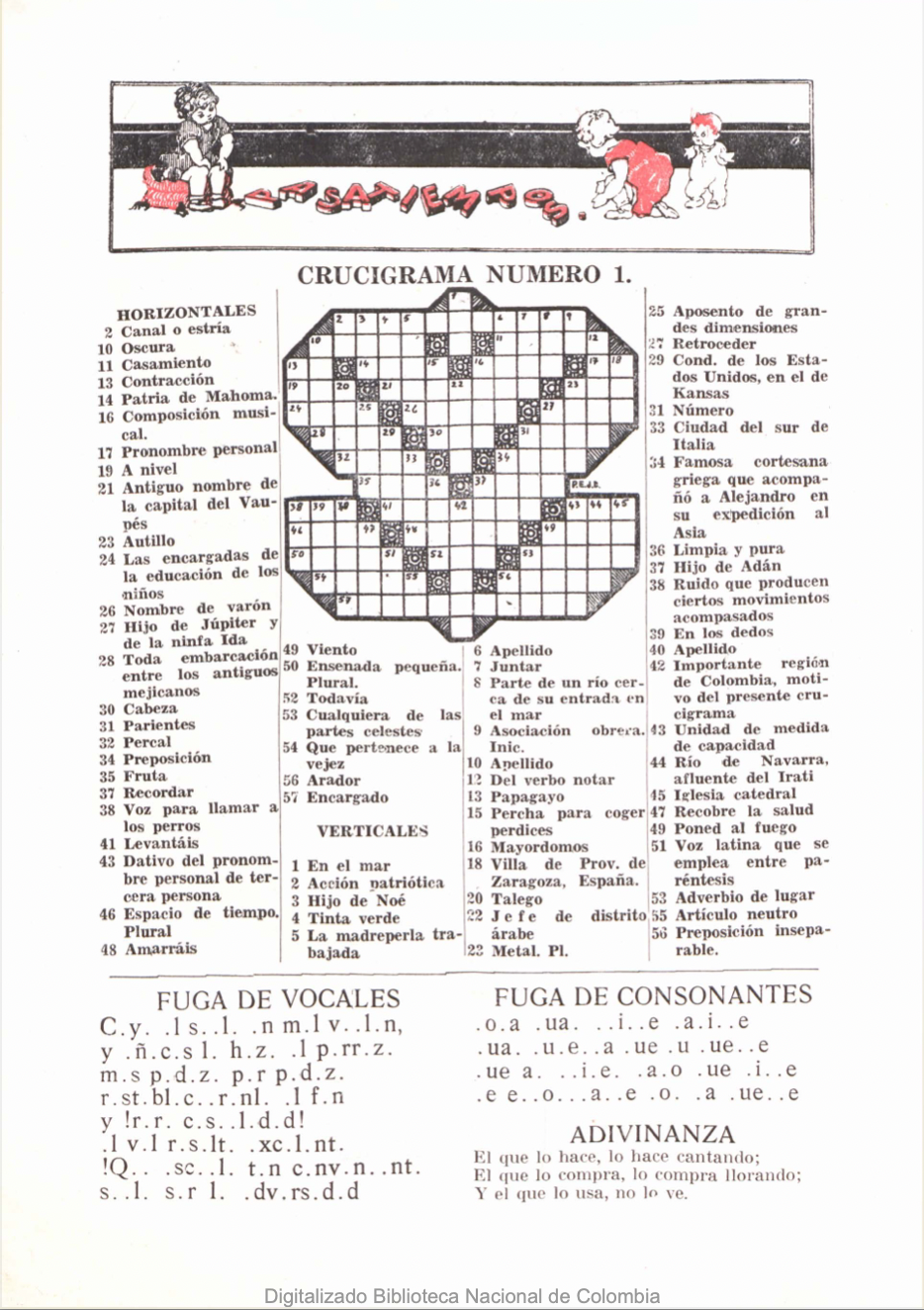
Juegos y actividades revista Rin Rin

El impacto de los juegos de Rin Rin fue significativo en varias áreas. Por un lado, proporcionaban a los niños un espacio de diversión y entretenimiento donde podían aprender de manera lúdica. Además, estos juegos contribuían al aprendizaje y desarrollo intelectual al estimular diferentes habilidades cognitivas. Asimismo, al promover la realización de algunos juegos en grupo, fomentaban la socialización y el trabajo en equipo entre los niños. Ejemplos emblemáticos incluyen crucigramas para estimular el vocabulario y la ortografía, sopas de letras para desarrollar la atención visual, laberintos para poner a prueba la resolución de problemas, y dibujos para colorear para estimular la creatividad y la motricidad fina.

### Artículos educativos
Los artículos educativos en la revista infantil Rin Rin (1935-1939) destacaron como una contribución fundamental a la formación integral de los niños. Escritos por expertos en diversas áreas, estos textos abordaban una amplia gama de temas, desde la historia y la geografía hasta la salud y la higiene, con un enfoque claro y accesible para su audiencia infantil, evitando tecnicismos y utilizando un tono ameno.
Estos artículos, firmados por reconocidos pedagogos, científicos, escritores e historiadores colombianos, se complementaban con ilustraciones atractivas, fotografías y mapas, facilitando la comprensión de los temas tratados. Su impacto se reflejaba en la ampliación de conocimientos de los niños sobre el mundo que los rodeaba, estimulando su curiosidad y su interés por aprender. Además, estos textos fomentaban el pensamiento crítico y la reflexión en los jóvenes lectores, promoviendo valores como la responsabilidad, la tolerancia, el respeto por la naturaleza y la importancia de la educación. Ejemplos notables de estos artículos incluyen "La historia de Colombia", "Los animales de Colombia" y "El cuerpo humano".

### Contexto Histórico
La década de 1930 en Colombia estuvo marcada por una serie de cambios significativos tanto a nivel nacional como internacional. A nivel mundial, fue una época de turbulencia económica debido a la Gran Depresión, que afectó profundamente a la economía global, incluida la colombiana. A nivel político, Colombia vivió una serie de conflictos internos y tensiones sociales, así como transformaciones culturales y tecnológicas. En este contexto, surgieron diversas expresiones culturales y medios de comunicación que buscaban reflejar y moldear la identidad nacional y los valores de la sociedad colombiana.

### Inicio de la revista "Rin Rin"
La revista "Rin Rin" fue fundada en 1935 en Bogotá, Colombia, en un momento en que la prensa ilustrada estaba en auge. Su nombre, "Rin Rin", sugiere un tono alegre y festivo, lo que refleja la atmósfera de la época y la intención de la revista de ofrecer entretenimiento y cultura a sus lectores. Desde sus primeras ediciones, "Rin Rin" se destacó por su formato innovador, su diseño visual atractivo y su contenido variado y ecléctico.

### Temáticas y contenido
La revista abordaba una amplia gama de temas, desde la moda y el arte hasta la política y la sociedad. Presentaba secciones dedicadas a la literatura, el cine, la música, la moda y las tendencias culturales tanto nacionales como internacionales. Además de artículos y reportajes, la revista incluía ilustraciones, fotografías y caricaturas que complementaban y enriquecían su contenido. "Rin Rin" se esforzaba por ofrecer una visión panorámica de la vida cultural y social de Colombia y del mundo en esa época.

### Colaboradores y contribuciones
La revista contaba con la colaboración de destacados escritores, periodistas, artistas plásticos, fotógrafos y críticos de la época. Figuras como Jorge Zalamea, Germán Arciniegas, Guillermo Valencia, entre otros, contribuyeron con sus ensayos, críticas y comentarios sobre temas de actualidad cultural, política y social. La diversidad de colaboradores y enfoques garantizaba una amplia variedad de opiniones y perspectivas en las páginas de la revista.

### Influencia y legado
A pesar de su corta duración, la revista "Rin Rin" dejó un legado significativo en la historia de la prensa colombiana. Su estilo innovador, su capacidad para capturar el espíritu de la época y su influencia en la difusión de la cultura y el arte la convirtieron en una referencia cultural importante. "Rin Rin" contribuyó a la construcción de la identidad nacional colombiana y a la difusión de nuevas ideas y tendencias en la sociedad de la época. Su impacto perdura hasta el día de hoy como objeto de estudio para historiadores, académicos y amantes de la cultura colombiana.

## Descripción física

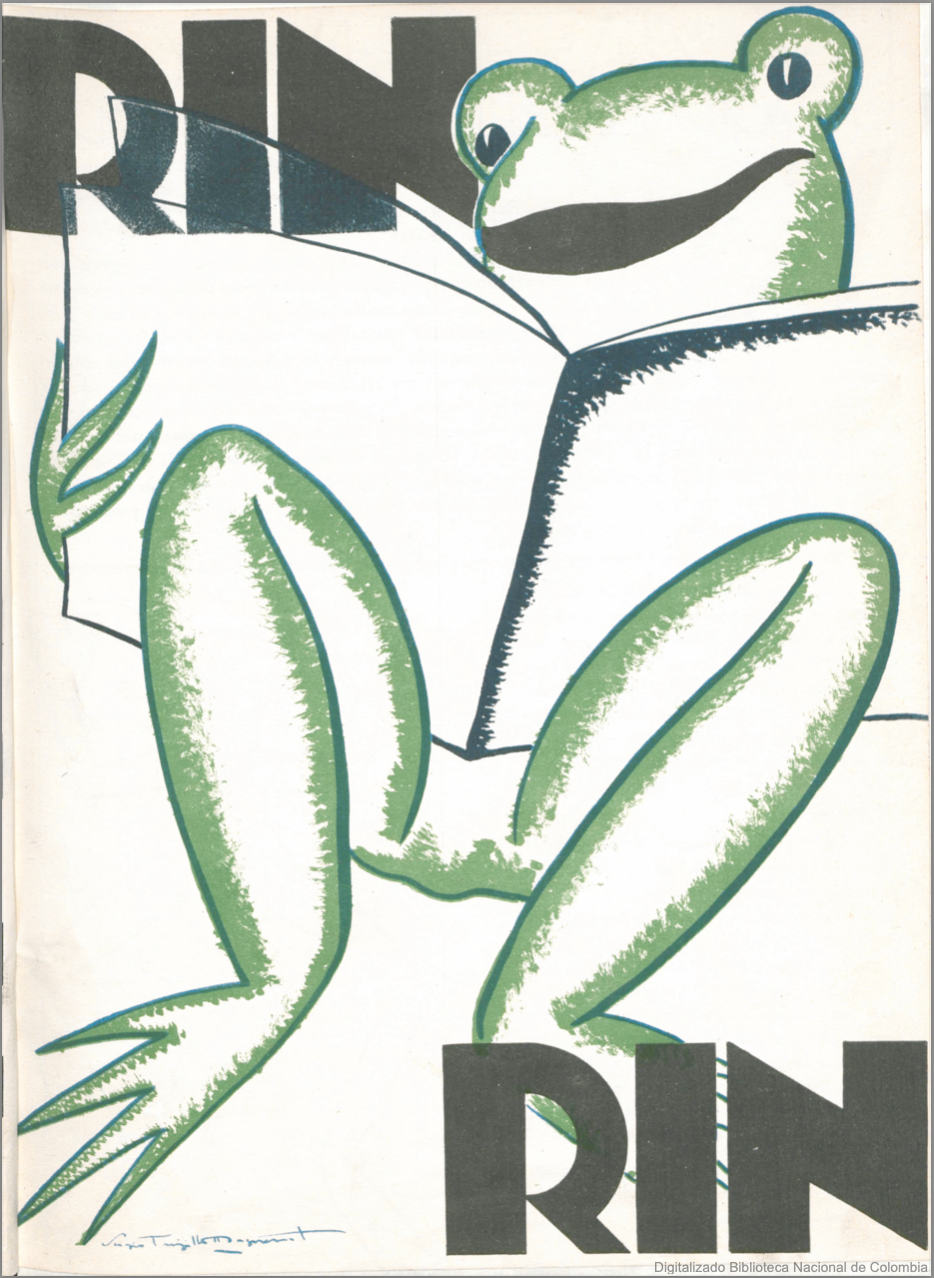
Ilustración Rin Rin 1936

Rin Rin era una revista de gran tamaño (30 x 22 cm), con encuadernación grapada y a todo color, destacando por su llamativa portada que presentaba ilustraciones coloridas de escenas de cuentos, juegos o personajes populares. Se utilizaba una tipografía grande y legible para facilitar la lectura a los niños, y las páginas estaban repletas de ilustraciones originales de reconocidos artistas colombianos. El diseño dinámico y variado, con diferentes tipos de letra, viñetas y recuadros, entre otros elementos gráficos, contribuía a captar la atención del lector.
El impacto visual de Rin Rin resultaba altamente atractivo para los niños de la época, quienes encontraban en sus páginas una experiencia poco común en publicaciones infantiles, con una estética vibrante y llena de color. Esta estética no solo llamaba la atención, sino que también estimulaba el interés por la lectura, alentando a los niños a explorar los diversos contenidos ofrecidos en la revista. Además, tanto las ilustraciones como los contenidos reflejaban la rica cultura colombiana de la época, contribuyendo así a la formación de una identidad nacional entre los jóvenes lectores.